# Cans et Cévennes
Cans et Cévennes (okzitanisch Calms e Cevenas) ist eine französische Gemeinde mit 288 Einwohnern (Stand: 1. Januar 2022) im Département Lozère in der Region Okzitanien. Sie gehört zum Arrondissement Florac und zum Kanton Le Collet-de-Dèze. Nachbargemeinden sind Florac Trois Rivières im Nordwesten, Pont de Montvert - Sud Mont Lozère im Nordosten, Cassagnas und Barre-des-Cévennes im Westen, Vebron im Süden und Südwesten sowie Florac im Westen.
Sie entstand mit Wirkung vom 1. Januar 2016 als Commune nouvelle durch die Zusammenlegung der bisherigen Gemeinden Saint-Julien-d’Arpaon und Saint-Laurent-de-Trèves. Diese sind seither Communes déléguées.

## Gliederung
| Ortsteil                                  | ehemaliger INSEE-Code | Fläche (km²) | Einwohnerzahl zum 1. Januar 2022 |
| ----------------------------------------- | --------------------- | ------------ | -------------------------------- |
| Saint-Laurent-de-Trèves (Verwaltungssitz) | 48166                 | 23,09        | 194                              |
| Saint-Julien-d’Arpaon                     | 48162                 | 20,72        | 094                              |